# 脇ヶ畑村
脇ヶ畑村（わきがはたむら）は、滋賀県犬上郡にあった村。現在の多賀町の北東部、岐阜県道・滋賀県道139号上石津多賀線の沿線にあたる。

## 地理
- 山岳：高室山、鍋尻山

## 歴史
- 1889年（明治22年）4月1日 - 町村制の施行により、杉村・保月村・五僧村の区域をもって発足。
- 1955年（昭和30年）4月1日 - 多賀町・大滝村と合併し、改めて多賀町が発足。同日脇ヶ畑村廃止。